# Hicotec

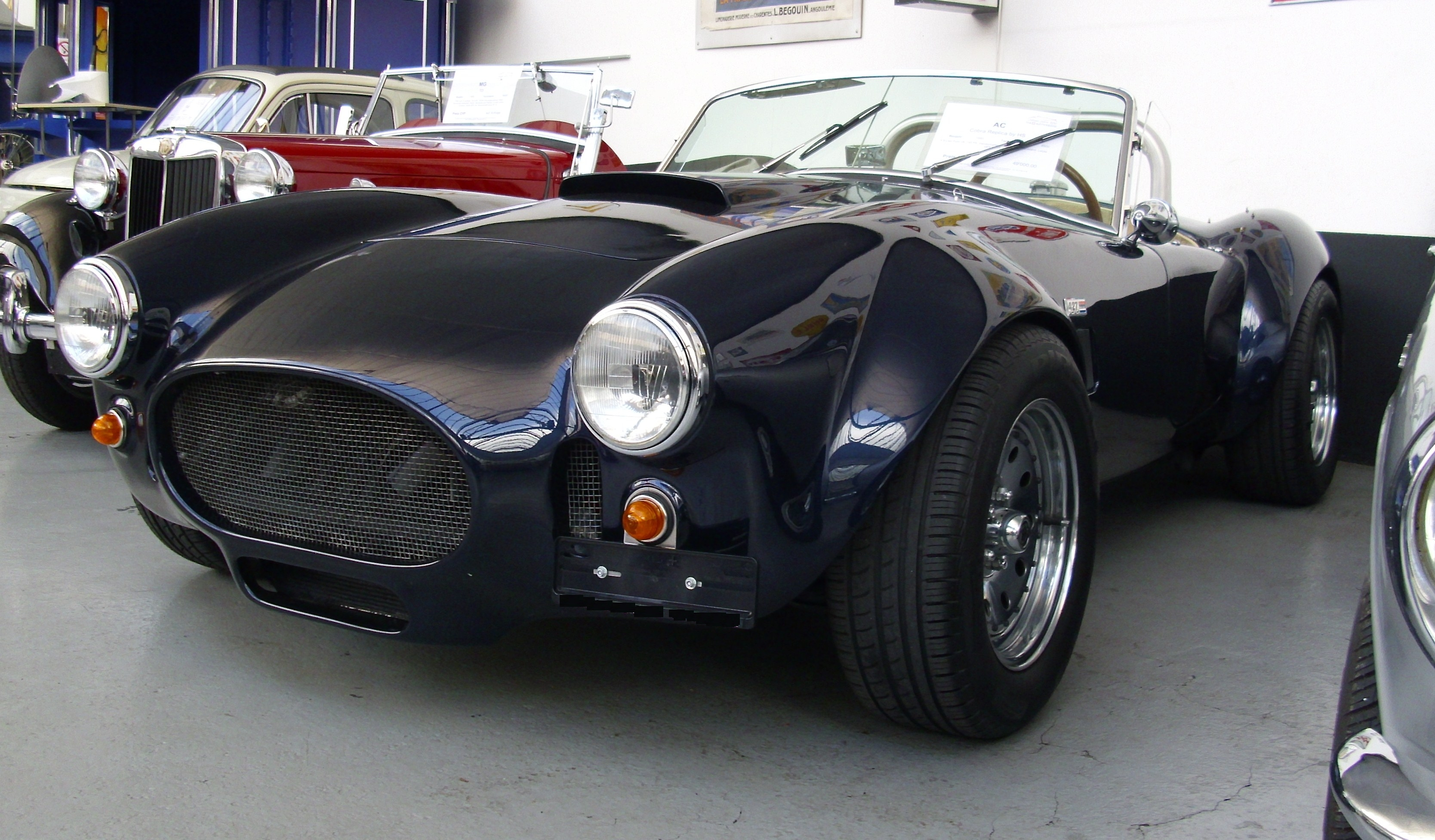
HS von 1993

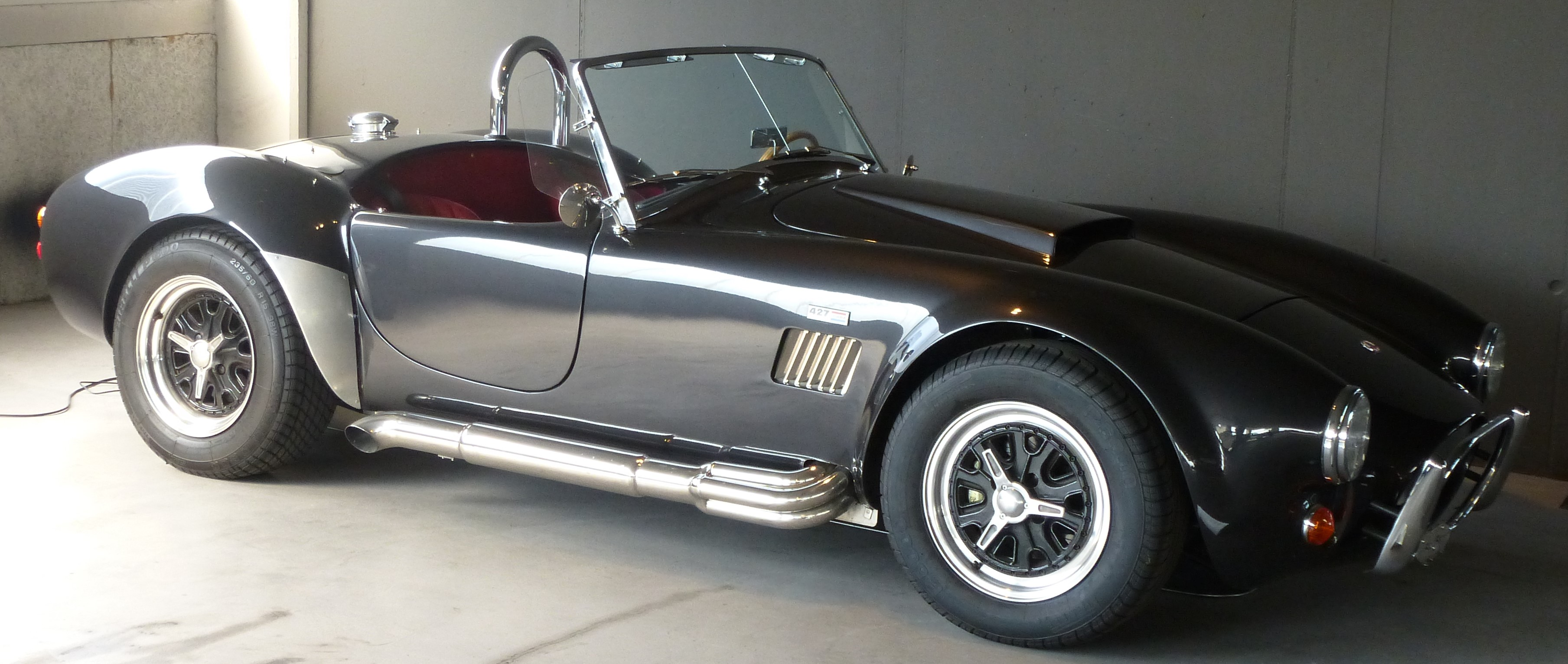
Seitenansicht

Die Hicotec AG, früher HS Replica Cars AG, ist ein Schweizer Unternehmen im Automobilbereich und ehemaliger Hersteller von Automobilen.

## Unternehmensgeschichte
Das Unternehmen HS Replica Cars AG aus Gerlafingen begann 1988 mit dem Import sowie der Produktion von Automobilen. Der Markenname lautete HS. 2006 endete die eigene Produktion. 2010 folgte eine Umbenennung in Hicotec AG.

## Fahrzeuge
Zunächst wurden Bausätze von Martin Automobiles, zwischen 1989 und 1994 auch von Westfield Sportscars montiert. Das Modell HS Cobra erschien etwa 1991. Dies war ein Nachbau des AC Cobra. Dazu wurde ein selbst entwickelter Rohrrahmen verwendet. Zur Wahl standen Sechszylinder- und Achtzylindermotoren. Aufgrund der geltenden Abgasregelungen fand die Produktion 2006 ein Ende.

## Importe
Importiert wurden Fahrzeuge von Apal, Dax, Pilgrim Cars, Realm Engineering, Saier und Tomaszo.